# Erucaria hispanica
Erucaria hispanica là một loài thực vật có hoa trong họ Cải. Loài này được (L.) Druce mô tả khoa học đầu tiên năm 1913.